# Девонпорт (Тасмания)
Девонпорт (англ. Devonport) — город на севере Тасмании (Австралия). Девонпорт вместе с городом Берни считаются основными региональными центрами северо-западной части Тасмании.

## География
Девонпорт расположен на северном побережье острова Тасмания, на берегу Бассова пролива, который отделяет Тасманию от континентальной Австралии. Девонпорт находится в устье (точнее, в эстуарии) реки Мерси, впадающей в Бассов пролив. У западной оконечности Девонпорта находится эстуарий реки Дон.

## История

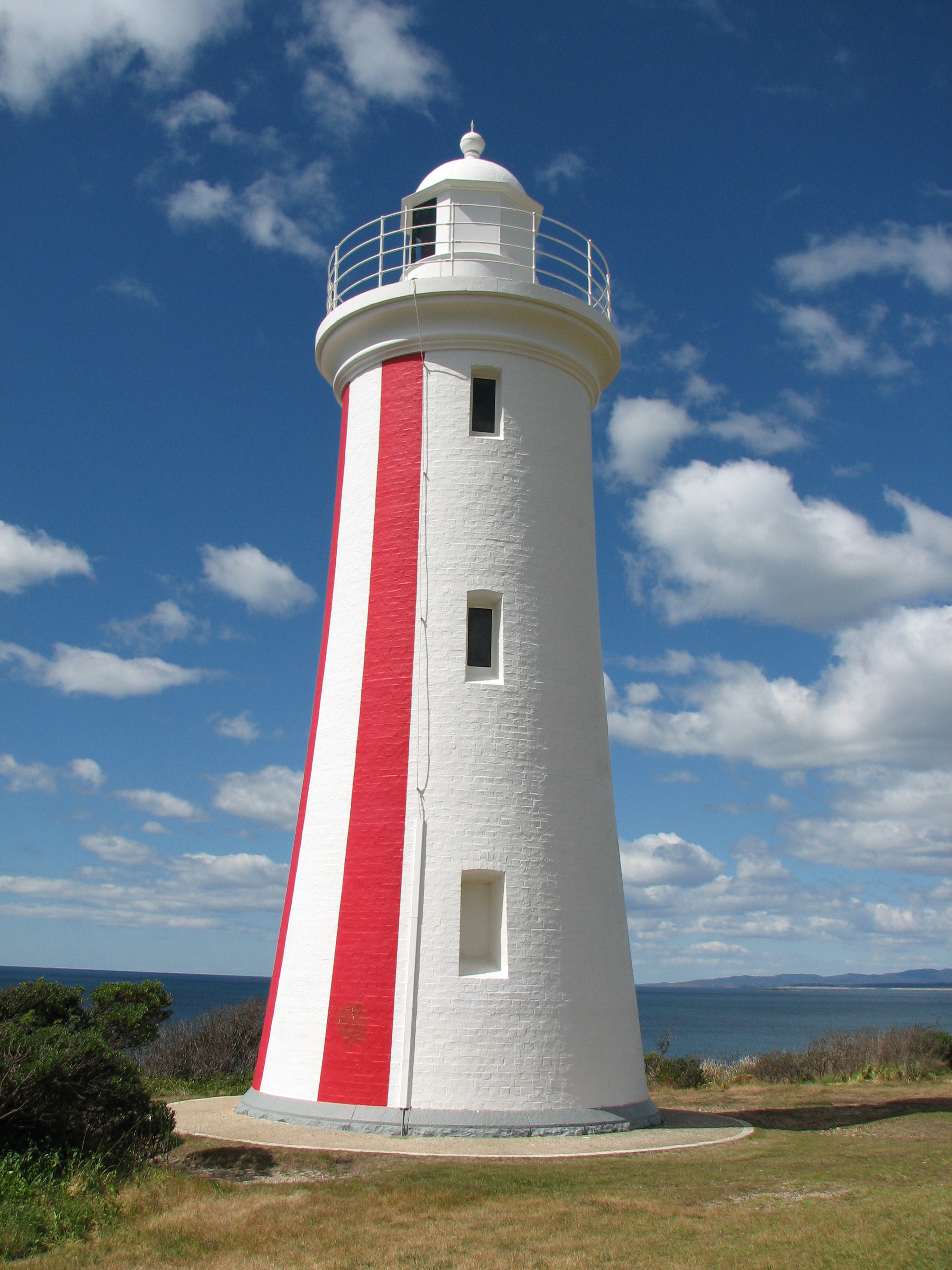
Маяк Мерси-Блафф в Девонпорте

Первые исследования устья реки Мерси были проведены передовой партией Van Diemen’s Land Company в 1826 году. Первые поселенцы в этом районе начали селиться с 1851 года — их число стало увеличиваться с открытием залежей угля, и устье реки стало использоваться в качестве порта. К середине 1850-х годов возникли два поселения на разных берегах реки Мерси — Формби (Formby) и Торкуэй (Torquay).
В 1870-х годах было проведено углубление устья реки Мерси, что способствовало развитию судоходства — пароходы смогли осуществлять рейсы между Девонпортом и Мельбурном. В 1889 году было завершено строительство маяка Мерси-Блафф (англ. Mersey Bluff или просто Bluff) на одноимённом мысе немного западнее впадения реки Мерси в Бассов пролив.
В 1890 году население Торкуэй и Формби проголосовало за их объединение в один город, который получил название Девонпорт. В 1901 году был открыт мост (Victoria Bridge), соединивший обе части города. Этот мост прослужил до 1973 года, когда был открыт новый, бетонный мост через реку Мерси.

## Население
Согласно переписи населения 2016 года, население Девонпорта составляло 23 046 человек, 47,0 % мужчин и 53,0 % женщин. Средний возраст жителей Девонпорта составлял 43 года.
| 1996   | 2001   | 2006   | 2011   | 2016   |
| ------ | ------ | ------ | ------ | ------ |
| 22 299 | 21 528 | 22 315 | 22 770 | 23 046 |

## Транспорт

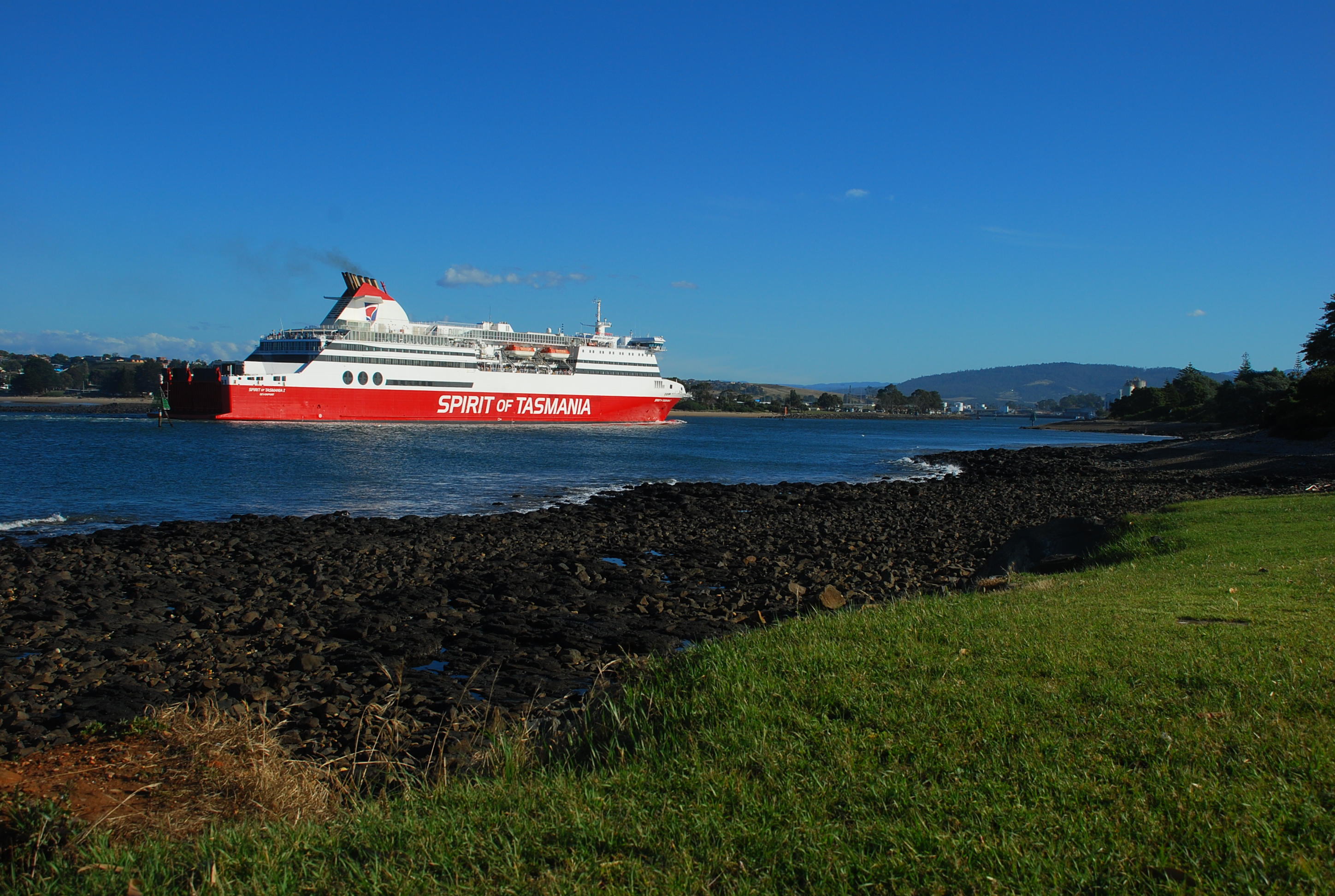
Паром Spirit of Tasmania I на реке Мерси у Девонпорта

В Девонпорте находится терминал для паромов Spirit of Tasmania — два парома Spirit of Tasmania I и Spirit of Tasmania II ежедневно курсируют через Бассов пролив между Девонпортом и Мельбурном, соединяя остров Тасмания с материком. Путь в один конец занимает около 11 часов.
Аэропорт Девонпорта (Devonport Airport) расположен примерно в 8 км к востоку от центральной части города. Авиакомпания QantasLink — региональное подразделение компании Qantas — выполняет полёты из Девонпорта в Мельбурн (согласно расписанию 2011 года, 4 полёта в день), а региональная компания Tasair — в Хобарт и на остров Кинг.
Через Девонпорт проходит автомобильная дорога   Басс-Хайвей (Bass Highway), соединяющая его с другими городами на северном побережье Тасмании — 48 км до Берни и 99 км до Лонсестона.
Девонпорт обслуживается несколькими автобусными компаниями, включая Mersey Link, Redline и Phoenix.

## Климат
| Показатель                                | Янв. | Фев. | Март | Апр. | Май  | Июнь | Июль | Авг. | Сен. | Окт. | Нояб. | Дек. | Год   |
| ----------------------------------------- | ---- | ---- | ---- | ---- | ---- | ---- | ---- | ---- | ---- | ---- | ----- | ---- | ----- |
| Абсолютный максимум, °C                   | 33,2 | 28,1 | 29,0 | 24,9 | 20,7 | 18,8 | 16,7 | 18,1 | 20,0 | 24,8 | 25,7  | 30,9 | 33,2  |
| Средний суточный максимум, °C             | 21,3 | 21,5 | 20,3 | 17,7 | 15,3 | 13,4 | 12,7 | 13,1 | 14,1 | 15,8 | 17,7  | 19,5 | 16,8  |
| Средний суточный минимум, °C              | 12,2 | 12,5 | 10,7 | 8,7  | 6,7  | 5,0  | 4,6  | 5,1  | 6,0  | 7,3  | 9,1   | 10,5 | 8,2   |
| Абсолютный минимум, °C                    | 4,0  | 4,3  | 1,3  | 0,5  | −1,8 | −1,9 | −2   | −1,6 | −2   | −0,3 | 0,6   | 1,6  | −2    |
| Норма осадков, мм                         | 42,8 | 37,7 | 47,1 | 61,4 | 73,1 | 78,5 | 94,5 | 90,6 | 75,0 | 63,6 | 58,0  | 53,2 | 777,1 |
| Источник: Австралийское бюро метеорологии |      |      |      |      |      |      |      |      |      |      |       |      |       |